# Véhicule de liaison tout-terrain

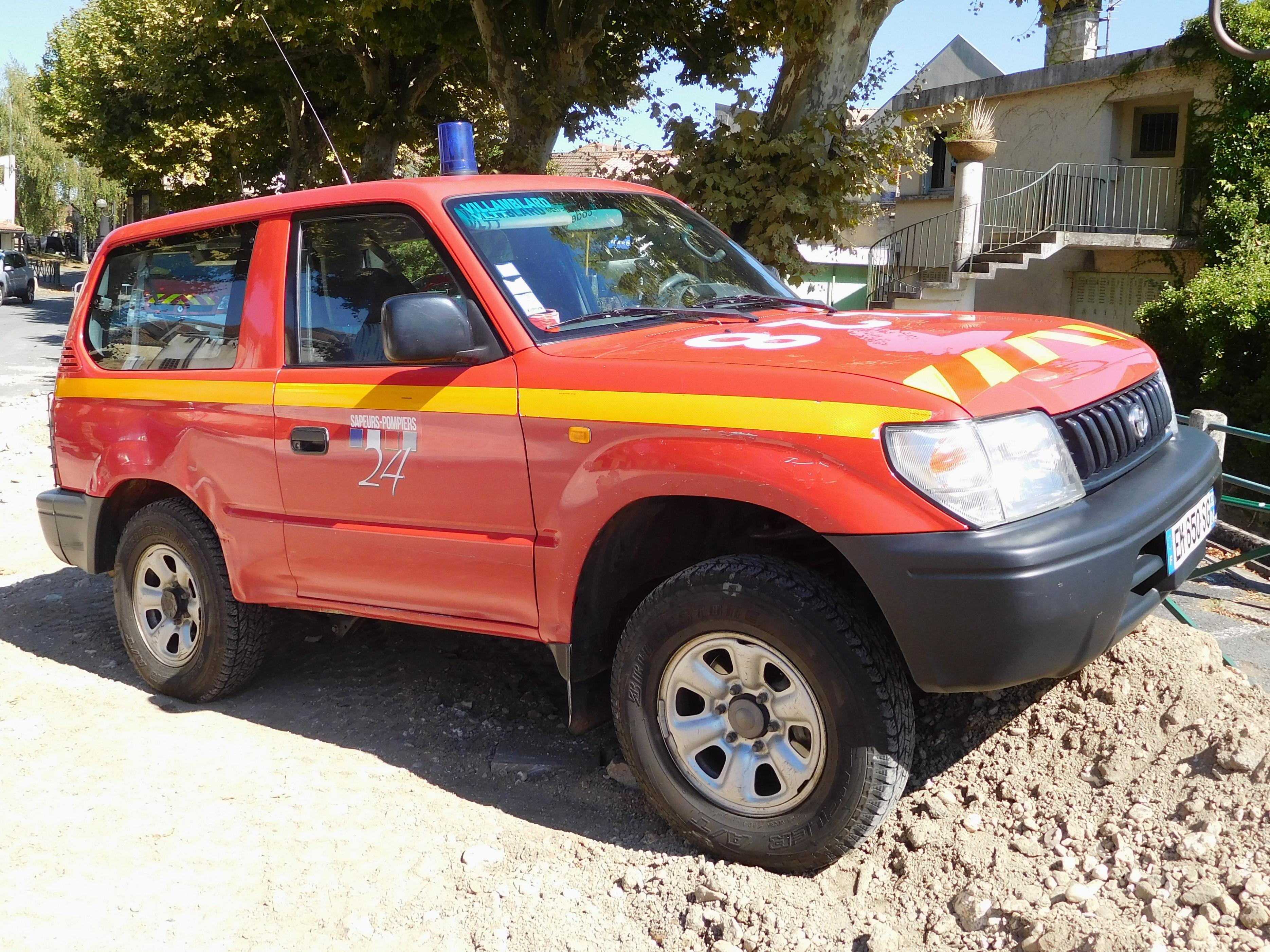
VLTT.

Un véhicule de liaison tout-terrain (VLTT) est un véhicule 4×4 servant aux sapeurs pompiers pour travailler dans les zones d'accès difficile. Il sert de véhicule de commandement (dans les Groupes intervention feux de forêts, ou GIFF, par exemple). Il peut être aussi nommé « véhicule de liaison hors-route » (VLHR), ou encore « véhicule léger de liaison de reconnaissance et de commandement hors-route, hors-chemin, et tout-terrain ». Ce n'est pas un véhicule d'attaque à proprement parler car il ne possède ni pompe ni matériel. Le chef de groupe ou d'unité est accompagné de son conducteur. Lors des déplacements, le VLHR se place en tête du cortège.